# 易安音樂社
易安音樂社是中国原際畫傳媒推出的男子养成系團體，以漫畫結合真人的2.5次元模式作為特色，所有成員皆以藝名活動，於2017年3月公開出道，期間人員有些变动。易安音乐社的現成員為池憶、余沐陽。

## 簡介
易安音樂社由黄锐於2017年3月30日公開出道，初始成员：一期生何洛洛、孫亦航、林墨、方翔銳、池憶、展逸文、林煊皓、葉筱傲共8人，同時何洛洛、孫亦航、林墨、方翔銳、池憶、展逸文六人以二次元為形象的男團“易安音樂社”出道，且同名漫畫《易安音樂社》亦開始連載，現成員為池憶、余沐陽。

## 演藝經歷

### 2017年
3月30日，易安音樂社正式公開出道，並發表《Chitty Bang Bang Bang》及《定格紀念》兩首單曲。
4月赴日本拍攝《定格紀念》MV，並於2018年6月6日發表。
5月出演真人秀《我們的易安》及《狼人TripleKill》，並且發布單曲《致少年》。
7月播出真人秀《我有哥哥了》由易安音樂社及易安中學成員共同出演，同月發布單曲《未來練習曲》。
8月發布《365天幻想飛行》、《不二劇本》、《年少畫像》三首單曲；8月15日於上海盧灣體育場舉辦第一屆《易安中學夏日校園文化祭》演唱會，隨後成員展逸文前往加拿大至10月回歸。
9月演出原創音樂劇《易安音樂社告急的24小時》。
10月，成員孫亦航前往日本進修，期間出演真人秀《航醬帶你遊東京》，並於12月回歸。
12月演出自製劇《罷工吧！畫手》，同月獲頒北京卫视花椒慈善夜“年度新晋组合”奖。

### 2018年
1月3日發布單曲《2038》。
2月以聲優出演自製動畫《易安音樂社動畫小劇場》，同月發行《易安音樂社告急的24小時音樂原聲帶》。
4月演出自製真人秀《易安中學之我們的宿舍》。
5月登上央視《54晚會》，並陸續於杭州、重慶、廣州舉辦《新歌遊園會》並演唱新歌《不思議少年》。
7月陸續登上央視参加特别节目《最佳时刻——2018世界杯燃情之夜》及《开门大吉》節目。
8月於北京M空間舉辦第二屆《易安中學夏日校園文化祭》演唱會。
9月，成員展逸文宣布中考閉關、方翔銳退出，易安中學傅韻哲、余沐陽加入易安音樂社出道。
11月發布單曲《就是要醬》

### 2019年
4月發布單曲《騎單車》
4月6日，何洛洛參與選秀節目《創造營2019》以第二名的成績加入了限定團體R1SE。
5月舉辦線下公演《易安少年成長舞台-五月的花海》
8月夏日季第六名莫文軒加入音樂社

### 2020年
10月17日舉辦少年拾光秋日季，同時舉辦2020易安中學畢業儀式林墨、孫亦航畢業。

### 2021年
1月，由易安音樂社、易安中學共同參與的網劇《少年如歌》於愛奇藝播出。
2月，林墨參與選秀節目《創造營2021》以第六名成績加入限定團體INTO1；孫亦航參與選秀節目《青春有你3》以第九名成績加入限定團體IXFORM。
6月，限定團體R1SE期滿解散，何洛洛成立個人工作室，以SOLO藝人形式活動。
10月，6-7日首次連續兩日舉辦《第四屆夏日季演唱會》，且同日首映微電影《少年如畫》，易安音樂社以三人為限定團後首次演出。

### 2022年
3月4日，發佈單曲「崛起」，3月19日，「我有哥哥了2」開始更新。
10月5日-6日，舉辦《第二屆秋日季演唱會》。
11月，限定團體IXFORM期滿解散，孫亦航成立個人工作室，以SOLO藝人形式活動。

### 2023年
4月，限定團體INTO1期滿解散，林墨成立個人工作室，以SOLO藝人形式活動。

### 2024年
易安音樂社成員变更、兩名成員池憶、余沐陽。

## 現任成員
- 以下按年齡排序

| 艺名   | 本名   | 生日         | 出生地       | 期数   |
| ------ | ------ | ------------ | ------------ | ------ |
| 池憶   | 陳璽羽 | 2004年1月6日 | 安徽省蚌埠市 | 一期生 |
| 余沐陽 | 王余航 | 2005年9月6日 | 安徽省芜湖市 | 二期生 |

### 已離開成員
- 以下按年齡排序

| 本名   | 藝名   | 生日           | 出生地       | 期数   |
| ------ | ------ | -------------- | ------------ | ------ |
| 周翊然 | 方翔銳 | 2000年11月22日 | 重慶市       | 一期生 |
| 徐一宁 | 何洛洛 | 2001年5月4日   | 杭州市       | 一期生 |
| 黃宇航 | 孙亦航 | 2001年10月21日 | 重慶市       | 一期生 |
| 黃其淋 | 林墨   | 2002年1月6日   | 重慶市       | 一期生 |
| 嚴浩翔 | 展逸文 | 2004年8月16日  | 廣東省廣州市 | 一期生 |
| 傅永杰 | 傅韻哲 | 2004年11月23日 | 上海市       | 二期生 |
| 郑亦轩 | 莫文軒 | 2006年2月18日  | 浙江省温州市 | 二期生 |

## 組合作品

### 自製綜藝
| 年份   | 日期                   | 播出平台 | 節目名稱                     | 備註                              |
| 2017年 | 4月25日-9月25日        | Bilibili | 《狼人Triple Kill》          | 共11期(第10期分為上下)            |
| 2017年 | 6月10日 -7月8日        | Bilibili | 易安FUN學後                  | 第一季共1期，另有4期《易安KTV》   |
| 2017年 | 7月15日 -9月9日        | Bilibili | 我有哥哥了                   | 共6期，分為三組，每組分上下期播出 |
| 2017年 | 5月9日 - 更新中        | Bilibili | 音樂社的隨筆日記             | 截至2021年10月11日共83期。        |
| 2017年 | 5月29日 -6月2日        | 騰訊視頻 | 我們的易安                   | 共5期。                           |
| 2017年 | 11月28日 -12月12日     | Bilibili | 航醬帶你遊東京               | 共3期，孫亦航個人專屬綜藝。       |
| 2018年 | 1月6日 -3月3日         | 騰訊視頻 | 易安放學後第一季             | 共5期。                           |
| 2018年 | 3月17日 -7月8日        | 愛奇藝   | 易安放學後第二季             | 共9期。                           |
| 2018年 | 4月19日 -8月30日       | Bilibili | 我們的宿舍                   | 共20期。                          |
| 2018年 | 4月24日 -更新中        | Bilibili | 易安尬世界                   | 截至2021年10月3日共94期。         |
| 2018年 | 7月2日 -8月27日        | Bilibili | 易安少年成長舞台之夏日成長記 | 共8期，第9期起為秋日綻放記        |
| 2018年 | 7月6日 -更新中         | Bilibili | 易安の課間5分鐘              | 截至2021年8月19日共34期。         |
| 2018年 | 9月3日 -11月26日       | Bilibili | 易安少年成长舞台之秋日绽放记 | 共12期。                          |
| 2019年 | 5月25日 -6月1日        | Bilibili | 易安少年成長舞台之春日萌芽記 | 共2期。                           |
| 2019年 | 7月15日 -8月22日       | Bilibili | 易安的夏日vlog               | 共22期。                          |
| 2019年 | 7月21日 -8月18日       | Bilibili | 這個夏天的1％到100％         | 共6期。                           |
| 2019年 | 11月21日 -2020年1月6日 | Bilibili | 我們的宿舍第二季             | 共7期。                           |
| 2020年 | 2月23日 -2021年3月30日 | Bilibili | 易安聊天室                   | 共35期及2期特別篇。               |
| 2021年 | 1月23日 -4月25日       | Bilibili | 少年如歌 reaction            | 共10期。                          |
| 2021年 | 2月11日 -2月14日       | Bilibili | 牛氣冲天家鄉年               | 共4期。                           |
| 2021年 | 2月28日 -3月6日        | Bilibili | 少年們上島進廠前的那些事兒   | 共2期。                           |
| 2021年 | 5月9日 -8月1日         | Bilibili | 易安劇本殺                   | 共8期。                           |
| 2021年 | 8月8日 -更新中         | Bilibili | 畫畫世界                     | 共5期。                           |
| 2022年 | 3月19日 -5月14日       | Bilibili | 我有哥哥了2                  | 共8期。                           |

### 自製短劇
| 年份   | 日期              | 播出平台 | 節目名稱         | 備註                           |
| 2017年 | 12月2日-12月29日  | Bilibili | 罷工吧!畫手      | 共5集                          |
| 2018年 | 12月19日-12月31日 | 微博     | 儂好易安！特別篇 | 共3集，於易安音樂社微博播放。  |
| 2019年 | 2月1日-2月12日    | 微博     | 儂好易安！新年篇 | 共12集，於易安音樂社微博播放。 |

### 舞台
| 年份   | 日期           | 播出平台 | 節目名稱         | 備註               |
| 2018年 | 5月1日-12月2日 | 芒果TV   | 易安少年成長計劃 | 共6場及1場運動會。 |

### 音樂劇
| 年份   | 日期             | 播出平台 | 節目名稱                   | 備註                          |
| 2017年 | 9月29日-11月12日 | Bilibili | 《易安音樂社告急的24小時》 | 共8場，最終場採現場及直播方式 |

### 配音
| 年份   | 日期            | 播出平台 | 節目名稱              | 備註                                                          |
| 2018年 | 2月12日-2月15日 | Bilibili | 易安音樂社-動畫小劇場 | 共4集，原規劃為動畫《易安音樂社》番外小短篇，正篇因故無播出。 |
| 2019年 | 1月25日-2月14日 | 觸漫APP  | 易安音樂社-悸動假日篇 | 有聲漫畫，共28集及1篇彩蛋                                     |

### 廣播劇
| 年份   | 日期                   | 播出平台   | 節目名稱         | 備註   |
| 2017年 | 4月12日-11月8日        | 喜馬拉雅FM | 易安說晚安第一季 | 共30期 |
| 2017年 | 6月3日-10月22日        | 喜馬拉雅FM | 雨霧中學         | 共12集 |
| 2017年 | 11月15日-2019年1月15日 | kilakila   | 易安說晚安第二季 | 共64期 |
| 2018年 | 3月22日-2019年12月6日  | 荔枝APP    | 易安說晚安第三季 | 共36期 |
| 2018年 | 4月6日-7月2日          | kilakila   | 消失的黃金列車   | 共13集 |
| 2019年 | 7月13日-9月28日        | 荔枝APP    | 蝴蝶們的科學幻想 | 共12集 |

### 網絡劇
| 年份   | 日期           | 播出平台 | 節目名稱 | 備註                       |
| 2021年 | 1月7日-2月12日 | 愛奇藝   | 少年如歌 | 共12集，易安第一部正式戲劇 |

### 微電影
| 年份   | 日期      | 微電影名稱        | 出演成員 | 角色 | 備註                   |
| 2019年 | 10月18日  | 《我知道I KNOW!》 | 林墨     | 郭浩 | 2019理性飲酒宣導微電影 |
| 2019年 | 10月18日  | 《我知道I KNOW!》 | 孫亦航   | 陸飛 | 2019理性飲酒宣導微電影 |
| 2019年 | 10月18日  | 《我知道I KNOW!》 | 池憶     | 周羽 | 2019理性飲酒宣導微電影 |
| 2019年 | 10月18日  | 《我知道I KNOW!》 | 傅韻哲   | 焦陽 | 2019理性飲酒宣導微電影 |
| 2019年 | 10月18日  | 《我知道I KNOW!》 | 余沐陽   | 小九 | 2019理性飲酒宣導微電影 |
| 2020年 | 11月20日  | 《味道》          | 池憶     | 亮亮 | 2020理性飲酒宣導微電影 |
| 2021年 | 10月6-7日 | 《少年如畫》      | 池憶     | 陸風 | 第四屆夏日季串場微電影 |
| 2021年 | 10月6-7日 | 《少年如畫》      | 傅韻哲   | 雲空 | 第四屆夏日季串場微電影 |
| 2021年 | 10月6-7日 | 《少年如畫》      | 余沐陽   | 海陽 | 第四屆夏日季串場微電影 |

### 紀錄片
| 年份   | 日期           | 播出平台 | 節目名稱 | 備註                                 |
| 2019年 | 5月8日-5月22日 | Bilibili | 洛印記   | 共3集，紀錄2017-2019年何洛洛成長歷程 |

## 音樂作品

### 迷你專輯
- 專輯發行日不代表首唱日期，易安異能系列專輯首唱時間位於2017年3月30日至2018年1月3日間。

| #   | 專輯資料 | 曲目                                                            |
| --- | --- | --------------------------------------------------------------- |
| 1st | 《易安異能 億分之六》 - 發行日期：2018年5月11日 - 唱片公司：上海原際畫文化傳媒 - 語言：普通话 - 演唱成員: 何洛洛、孫亦航、林墨、方翔銳、池憶、展逸文(第一代易安音樂社) | 曲目 1. 七踢棒棒棒 2. 365天幻想飛行 3. 長大請回答 4. 不思議少年 |
| 2nd | 《易安異能 進擊宣言》 - 發行日期：2018年6月6日 - 唱片公司：上海原際畫文化傳媒 - 語言：普通話 - 演唱成員：同上                                                          | 曲目 1. 定格紀念 2. 不二劇本 3. 年少畫像                        |
| 3rd | 《易安異能 著陸日記》 - 發行日期：2018年6月29日 - 唱片公司：上海原際畫文化傳媒 - 語言：普通話 - 演唱成員：同上                                                         | 曲目 1. 2038 2. 致少年 3. 未來練習曲                            |

### 舞台原聲帶專輯
- 易安音樂社告急的24小時原聲帶為2017年9月29日至11月11日於上海演出之音樂劇《易安音樂社告急的24小時》中原創及原創音樂改編的歌曲。

| #   | 專輯資料 | 曲目 |
| --- | --- | --- |
| 1st | 《易安音樂社告急的24小時原聲帶》 - 發行日期：2018年3月1日 - 唱片公司：上海原際畫文化傳媒 - 語言：普通话 - 演唱成員: 何洛洛、林墨、方翔銳、池憶 | 曲目 1. 未來練習曲 2. 那不是觀眾 3. 我們的藉口 4. 你在哪 5. 不同時間 6. 回歸 7. 暫停時間 8. 他走了 9. 安慰 |

### 組合單曲
- 易安音樂社自2021年7月25日起以池憶、傅韻哲、余沐陽三人進行組合活動

| 年份   | 日期     | 歌曲名稱            | 演唱者                                               | 備註                                                       |
| 2018   | 6月1日   | SIDE BY SIDE        | 何洛洛、方翔銳、林墨、池憶                           | 《熊出沒》伴我成長曲(第一代易安音樂社)                     |
| 2018   | 8月5日   | Summer Time         | 方翔銳、何洛洛、孫亦航、林墨、池憶、展逸文           |                                                            |
| 2018   | 11月2日  | 就是要酱            | 何洛洛、孫亦航、林墨、池憶、傅韻哲、余沐陽           | (第二代易安音樂社)                                         |
| 2018   | 12月19日 | 最好的禮物          | 何洛洛、孫亦航、林墨、池憶、傅韻哲、余沐陽、易安中學 | 易安音樂社+易安中學                                        |
| 2019   | 4月2日   | 騎單車              | 孫亦航、林墨、池憶、傅韻哲、余沐陽                   | (第三代易安音樂社)                                         |
| 2019   | 8月14日  | Summer Time（新版） | 孫亦航、林墨、池憶、傅韻哲、余沐陽                   |                                                            |
| 2019   | 10月9日  | I KNOW              | 孫亦航、林墨、池憶、傅韻哲、余沐陽、莫文軒           | 2019禁酒公益微電影《我知道I Know》主題曲(第三代易安音樂社) |
| 2021   | 1月7日   | 追夢                | 孫亦航、林墨、池憶、傅韻哲、余沐陽                   | 網路劇《少年如歌》主題曲(第三代易安音樂社)                 |
| 2021   | 1月14日  | 黎明星辰            | 孫亦航、林墨、池憶、傅韻哲、余沐陽、閆鈳(易安中學)   | 網路劇《少年如歌》插曲(第三代易安音樂社)                   |
| 2021   | 8月30日  | DISCO               | 池憶、傅韻哲、余沐陽                                 | (第三代易安音樂社)                                         |
| 2021   | 10月18日 | 光芒                | 池憶、傅韻哲、余沐陽                                 | (第三代易安音樂社)                                         |
| 2022年 | 3月4日   | 崛起                | 池憶、傅韻哲、余沐陽                                 | (第三代易安音樂社)                                         |

### 個人單曲
| 年份 | 發行日期 | 歌曲名稱               | 演唱者               |
| 2018 | 12月4日  | 臨摹青春               | 林墨                 |
| 2019 | 5月30日  | Run Away               | 林墨、孫亦航         |
| 2019 | 7月31日  | 海上 地上 天上         | 林墨                 |
| 2019 | 8月27日  | 十八more               | 林墨、孫亦航         |
| 2019 | 10月17日 | 路                     | 孫亦航               |
| 2019 | 12月3日  | Alive                  | 林墨、余沐陽、莫文軒 |
| 2019 | 12月18日 | 和自己對話             | 林墨                 |
| 2020 | 7月15日  | 言浅情深               | 林墨                 |
| 2020 | 12月30日 | 雙星記                 | 林墨、孫亦航         |
| 2021 | 2月1日   | Make Me Wanna          | 林墨                 |
| 2021 | 2月1日   | 遠航                   | 孫亦航               |
| 2021 | 9月6日   | My World               | 余沐陽               |
| 2022 | 1月6日   | 開往你我星球0106號列車 | 池憶                 |

## 演唱會及公演
| 活動名稱                     | 日期              | 城市 | 地點                     |
| ---------------------------- | ----------------- | ---- | ------------------------ |
| 易安中學第一届夏日校園文化祭 | 2017年8月19日     | 上海 | 盧灣體育場               |
| 易安音樂社新歌游園會         | 2018年5月19日     | 杭州 |                          |
| 易安音樂社新歌游園會         | 2018年6月9日      | 廣州 |                          |
| 易安音樂社新歌游園會         | 2018年7月8日      | 重慶 |                          |
| 易安中學第二届夏日校園文化祭 | 2018年8月4日      | 北京 | M空間                    |
| 2019易安·限定的心动          | 2019年3月31日     | 上海 |                          |
| 易安中學第三届夏日校園文化季 | 2019年8月24日     | 南京 | 太陽宮演藝中心空間       |
| 2019易安中學年末大賞         | 2019年11月23日    | 上海 | 九顆樹未來藝術中心大劇場 |
| 2020少年拾光·秋日季          | 2020年10月17日    | 上海 | 九顆樹未來藝術中心大劇場 |
| 易安中學第四屆夏日校園文化季 | 2021年10月6日-7日 | 上海 | 加零劇場                 |
| 我有哥哥了·初夏市集          | 2022年7月30日     | 廣州 | 久米空間                 |
| 我有哥哥了·初夏市集          | 2022年8月7日      | 蘇州 | 獨墅湖影劇院             |
| 少年如風易安秋季演唱會       | 2022年10月5日-6日 | 杭州 | 浙話藝術劇院             |

## 参加节目

### 中国中央电视台
| 时间           | 频道     | 栏目                         | 备注                                                          |
| -------------- | -------- | ---------------------------- | ------------------------------------------------------------- |
| 2018年3月8日   | 综艺频道 | 花开中国                     | 表演《好运来》、《七踢棒棒棒》 与祖海同台                     |
| 2018年5月4日   | 综合频道 | 筑梦新时代——2018“五月的鲜花” | 表演《不说再见》 与彭昱暢同台                                 |
| 2018年7月4日   | 综艺频道 | 最佳时刻 2018世界杯燃情之夜  | 表演《蝴蝶飞呀》（原唱小虎隊）                                |
| 2018年7月16日  | 综艺频道 | 开门大吉                     | 表演《稻香》                                                  |
| 2019年1月1日   | 综艺频道 | 放歌新时代                   | 表演《童年》（原唱罗大佑）、《葫芦娃》 与月亮姐姐、张可盈同台 |
| 2019年5月4日   | 综合频道 | 2019五月的鲜花               | 表演《点赞新时代》 与ONER同台                                 |
| 2019年5月31日  | 综艺频道 | 天天把歌唱                   | 表演《骑单车》                                                |
| 2019年5月31日  | 综艺频道 | 天天把歌唱                   | 表演《定格纪念》                                              |
| 2019年12月31日 | 综艺频道 | 天天把歌唱                   | 表演《就是要酱》                                              |
| 2020年1月23日  | 综艺频道 | 2020东西南北贺新春           | 表演《从小卖蒸馍》 与英勇、李晨同台                           |